# 8899 Hughmiller
8899 Hughmiller eller 1995 SX29 är en asteroid i huvudbältet som upptäcktes den 22 september 1995 av den australiensiske astronomen Robert H. McNaught vid Siding Spring-observatoriet. Den är uppkallad efter Hugh Miller.
Asteroiden har en diameter på ungefär 5 kilometer.